# 渡辺そら
渡辺 そら（わたなべ そら、1996年6月8日 - ）は、日本のAV女優。エベレスト所属。

## 略歴・人物
2016年にAVデビューしたロリ系のAV女優。

## 出演作品

### アダルトDVD
2016年
- 放課後の美少女AV Debut 天真爛漫娘の全力中出しデビュー!（4月22日、宇宙企画）
- 年上大好きなJK・そらちゃん 放課後ラブホに連れ込まれ、徹底的に挿入されて、責められて、涎をたらしながらイカされまくりました。（4月25日、オーロラプロジェクト・アネックス）
- この娘、犯してやる…。 （5月13日、オーロラプロジェクト・アネックス）
- 年上好きJK・そら 濃厚エッチに蕩けさせられ、身も心も弄られ、喘ぎまくった淫蕩旅行（5月13日、オーロラプロジェクト・アネックス）
- ホストに狂って借金漬けの若奥さんを言葉巧みに眠剤昏睡レイプで弱みを握り女性用バイアグラで媚薬中毒にし中出しし放題のセックス奴隷にする!（5月27日、UMANAMI）
- この娘、壊してやる…。（6月13日、オーロラプロジェクト・アネックス）
- 娘とその友達がエロすぎたから子作り（7月1日、ZUKKON/BAKKON）
- パパママ頑張れ! ぬるぬるローションで仲良し家族対抗ハメハメ合戦!!（7月7日、SODクリエイト）※「鈴木サラ」名義
- イケメンのクラスメイトが彼女をボクの家に連れて来てホテル代わりにしている。そしたらなんとイケメンは彼女とボクがヤッているところを見たいと言い出した! えーこれってもしかしてエッチできるってこと!? でもイケメンの彼女は全然ノッておらず当然嫌がっている…。でもでもイケメンに嫌われたくない彼女は渋々言うことを聞いてボクとヤることに!当然というか全然イケメンでもなくテクも凡人以下のボクに案の定全く感じない彼女。なんだかムシャクシャしてボクはイケメンに「絶対着けろよ!」と言われたコンドームをコッソリと外して生ハメしたら超感じはじめて、さらに調子に乗って何度も中出ししたら尋常じゃない程感じまくった!（7月7日、Hunter）
- 禁断のテーブル三角関係 彼女の親友が机の下にこっそり隠れてフェラチオ 2（10月6日、ROCKET）
- もう無垢な私には戻れない。ちょっぴり大人なエッチ体験（10月13日、S-Cute）
- ビンカンMっ娘にハメまくりヤリ放題!!（11月13日、イッパツオネガイ）※「そら」名義
- 『女子校生たちに我が家が乗っ取られた!!』 転勤族の私のせいで学校になじめなかった娘が、新たな引っ越し先で友達を連れて来た!が!いつしか我が家は溜まり場になり、帰る様子もなく好き勝手し始める娘の友達!ここで父の威厳を見せる時なのですが… 女子校生のパンチラ&胸チラに興奮して股間はギンギンに!…だから何も言えません!さらに女子校生たちはそんな私の下半身事情を知っているかのように、面白がって家族が近くにいるにも関わらず誘惑してきて…!?（12月19日、Hunter）
- 男子禁制の女性専用シェアハウスに男はボク1人!? 妹が住む都会の女性専用シェアハウスに、こっそり泊めてもらったら、あっさり他の居住者に見つかり大ピンチ!かと思ったら、なんだかボクに興味津々の女性たちは追い出すどころかむしろ歓迎ムード。家族以外の女性と一緒に生活するのが初めてのボクは無防備すぎるパンチラ、胸チラ当たり前の女性たちにあっさり勃起…。隠しきれず勃起が見つかりみんなの前で無理矢理脱がされボクのチ○ポはみんなのオモチャに!それからは、露骨な誘惑で勃起させられ、オチ○ポペットとしてセックスを求められて、まさかのハーレム状態に!（12月19日、Hunter）

### イメージDVD
- Naked 〜ドMなロリっ娘ちゃん〜（2016年7月29日、グラッソ）